# Martín Seefeld
Martín Seefeld (Olivos, Vicente López, provincia de Buenos Aires; 20 de noviembre de 1960) es un actor y productor argentino, conocido por haber coprotagonizado la serie Los simuladores, entre otras.

## Carrera
Participó en la comedia Mi cuñado, protagonizada por Luis Brandoni y Ricardo Darín, entre 1993 y 1996.
Su salto a la fama se dio cuando protagonizó la serie Los simuladores (2002-2004) junto a Federico D'Elía, Alejandro Fiore y Diego Peretti.

## Vida personal
Desde 1990 está casado con Valeria Giuliani con quien tiene dos hijos, Lola y Pedro.

## Filmografía

### Ficciones de televisión
| Año       | Título                        | Canal      | Papel |
| --------- | ----------------------------- | ---------- | --- |
| 1993      | Mi cuñado                     | Telefe     | Martín |
| 1994      | Montaña rusa                  | El Trece   | Daniel Lena |
| 1996      | Poliladron                    | El Trece   | Néstor Córdoba                                                                                                 |
| 1997      | Naranja y media               | Telefe     | Sergio Pineda                                                                                                  |
| 1997      | Laberinto sin ley             | El Trece   | Doctor |
| 1997      | Carola Casini                 | El Trece   | Gerardo |
| 1998      | Alas, poder y pasión          | El Trece   | Maximiliano Ponti                                                                                              |
| 1998-1999 | Gasoleros                     | El Trece   | Martín Ferreyra                                                                                                |
| 2000      | Primicias                     | El Trece   | Juez Barrera                                                                                                   |
| 2001      | El sodero de mi vida          | El Trece   | Marcelo Rodríguez                                                                                              |
| 2001      | El hacker                     | Telefe     | Empresario corrupto                                                                                            |
| 2001      | Un cortado, historias de café | TV Pública | Leandro |
| 2001-2002 | Provócame                     | Telefe     | Ricardo |
| 2002-2003 | Rebelde Way                   | Canal 9    | Franco Colucci                                                                                                 |
| 2002-2004 | Los simuladores               | Telefe     | Gabriel Medina                                                                                                 |
| 2004      | Frecuencia 04                 | Telefe     | Gustavo Smith                                                                                                  |
| 2005      | Quinto mandamiento            | América TV | Lobista ("Episodio: Desarmadero")                                                                              |
| 2005      | El Patrón de la Vereda        | América TV | Bernardo Bernasconi                                                                                            |
| 2005      | Hombres de honor              | El Trece   | Alejandro Sambonini                                                                                            |
| 2005-2008 | Mujeres asesinas              | El Trece   | Jorge ("Episodio: Carmen, hija") Martín ("Episodio: Sonia, desalmada") Pedro ("Episodio: Marta, manipuladora") |
| 2006      | Amas de casa desesperadas     | El Trece   | Carlos Solís                                                                                                   |
| 2007      | Son de Fierro                 | El Trece   | Juan Cruz Zorrilla                                                                                             |
| 2008      | Oportunidades                 | El Trece   | Dr. Diego Ameghino                                                                                             |
| 2008-2009 | Socias                        | El Trece   | Álvaro Cárdenas Alonso                                                                                         |
| 2009-2010 | Herencia de amor              | Telefe     | Padre Miguel Olmos                                                                                             |
| 2011      | El elegido                    | Telefe     | Santiago Mercado                                                                                               |
| 2012-2013 | Mi amor, mi amor              | Telefe     | Omar "Estrella" Gentile                                                                                        |
| 2013-2014 | Mis amigos de siempre         | El Trece   | Óscar Pires |
| 2014      | La celebración                | Telefe     | Ignacio ("Episodio: Cumpleaños")                                                                               |
| 2014      | Quererte bien                 | El Trece   | Horacio |
| 2016      | La Leona                      | Telefe     | Alberto "Coco" Zanneti                                                                                         |
| 2017      | Cuéntame cómo pasó            | TV Pública | Carlos Martínez Pérez (Adulto)                                                                                 |
| 2017-2018 | Las Estrellas                 | El Trece   | Fernán Kowacksinsky                                                                                            |
| 2018      | Yo, Potro                     | Netflix    | Darío Romani                                                                                                   |
| 2019      | Monzón                        | Space      | El Negro |
| 2022      | El encargado                  | Star+      | Jordi |
| 2023      | Los protectores               | Star+      | Ernesto Cartens                                                                                                |
| 2023      | Familia de diván              | Flow       | Mario |

### Programas de televisión
| Año           | Título            | Rol       | Canal              |
| ------------- | ----------------- | --------- | ------------------ |
| 2005          | Enfrentados       | Conductor | América TV         |
| 2014-2015     | El mundo nos mira | Conductor | Canal de la Ciudad |
| 2018-presente | Todos somos uno   | Conductor | TV Pública         |

### Cine
| Películas | Películas                | Películas     | Películas              |
| Año       | Título                   | Papel         | Director               |
| --------- | ------------------------ | ------------- | ---------------------- |
| 1993      | Las boludas              |               | Víctor Dínenzon        |
| 1998      | Tango, no me dejes nunca | Andrés Castro | Carlos Saura           |
| 2002      | Nowhere                  | Espinoza      | Luis Sepúlveda         |
| 2003      | Un día en el paraíso     | Nacho         | Juan Bautista Stagnaro |
| 2009      | Cartas para Jenny        | Sergio        | Diego Musiak           |
| 2009      | Despertar (cortometraje) | Humberto      | André Doria            |
| 2011      | El Dedo                  | Baldomero     | Sergio Teubal          |
| 2022      | Granizo                  | Gustavo       | Marcos Carnevale       |

## Teatro
| 1996      | Poliladron              |
| 1998      | Fiel                    |
| 2000      | El bilingüe             |
| 2002      | Desaforados             |
| 2003      | Absolutamente natural   |
| 2004      | De guante blanco'       |
| 2005-2007 | El método Grönholm      |
| 2008      | Codicia                 |
| 2019      | Departamento de soltero |
| 2023      | Holter                  |
| 2025      | La clase perfecta       |

## Radio
Martín Seefeld condujo junto a Federico D'Elía el programa Fe de ratas, de lunes a viernes de 10 a 13 h durante 2008, por la emisora argentina Radio Uno.